# 斯瓦任兹

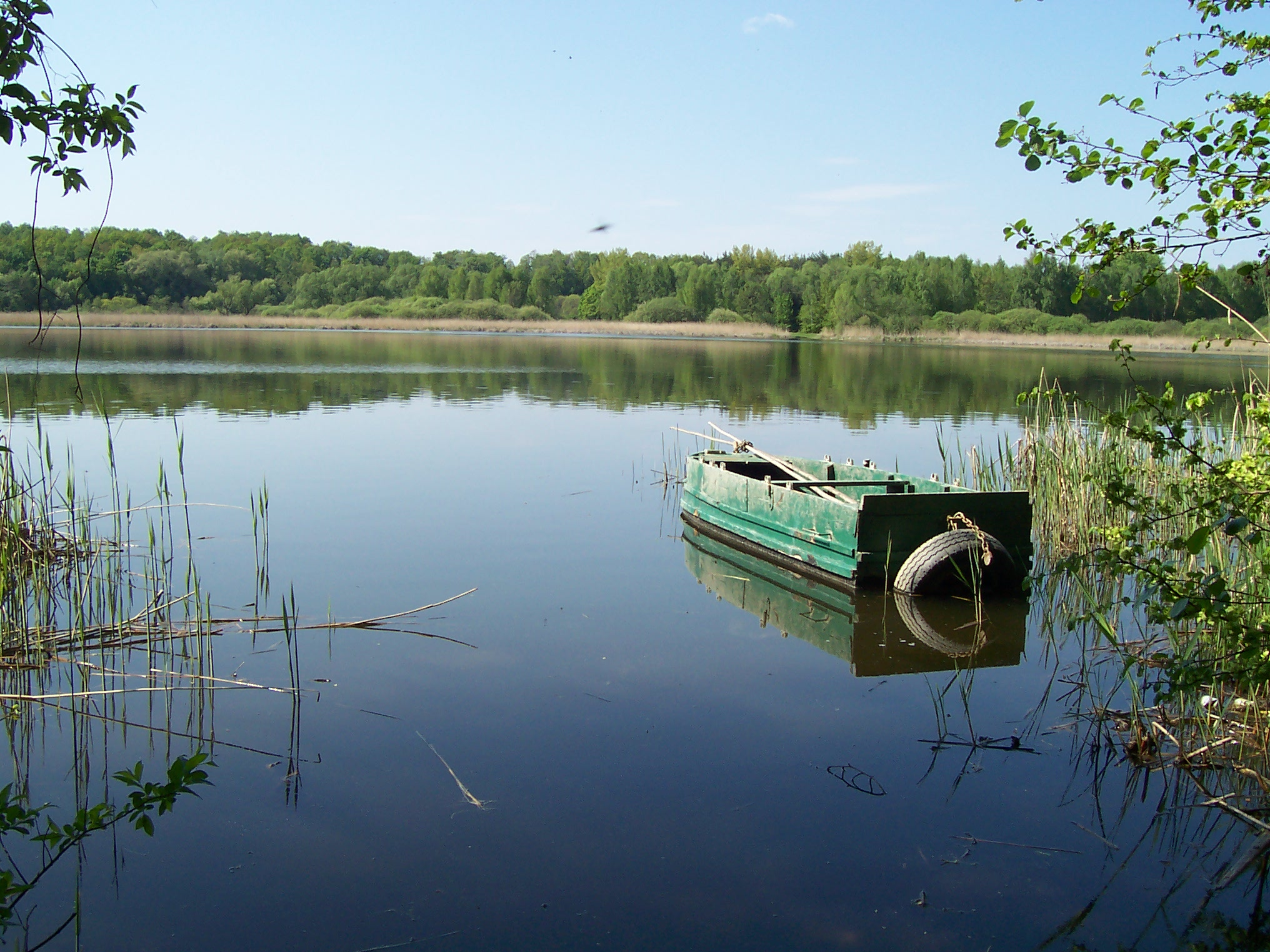
斯瓦任兹湖

斯瓦任兹（Swarzędz）是波蘭的一座城市，位於大波蘭省，人口約2.8萬人。是波茲南大都會區的一部份。